# Jurij Zawadski (aktor)
Jurij Aleksandrowicz Zawadski (ros. Ю́рий Алекса́ндрович Зава́дский, ur. 30 czerwca?/12 lipca 1894 w Moskwie, zm. 5 kwietnia 1977 tamże) – rosyjski aktor.

## Życiorys
W 1913 podjął studia na Wydziale Prawniczym Uniwersytetu Moskiewskiego, później występował w studiu Jewgienija Wachtangowa Od 1925 występował w Moskwie (w studiu kierowanym przez Wachtangowa i Teatrze Artystycznym). W latach 1924-1936 kierował własnym studiem aktorskim (noszącym od 1927 nazwę Teatr-Studio), jednocześnie w latach 1932–1935 był kierownikiem artystycznym Centralnego Teatru Armii Czerwonej, a 1936–1940 Teatru im. Gorkiego w Rostowie nad Donem. W 1940 został głównym reżyserem moskiewskiego Teatru im. Mossowietu i jednocześnie wykładowcą Instytutu Sztuki Teatralnej im. Łunaczarskiego. Łączył osiągnięcia systemu Konstantina Stanisławskiego ze zdobyczami Wachtangowa i Wsiewołoda Meyerholda. Występował w inscenizacjach rosyjskiej klasyki (m.in. Maskaradzie Michaiła Lermontowa z 1952 i 1964) i zagranicznej klasyki, a także sztukach z repertuaru współczesnego. W 1948 otrzymał tytuł Ludowego Artysty ZSRR.

## Odznaczenia i nagrody
- Medal Sierp i Młot Bohatera Pracy Socjalistycznej (1973)
- Order Lenina (czterokrotnie – 1945, 1949, 1971 i 1973)
- Order Czerwonego Sztandaru Pracy (dwukrotnie – 1947 i 1964)
- Nagroda Leninowska (1965)
- Nagroda Stalinowska I klasy (1946)
- Nagroda Stalinowska II klasy (1951)

I medale.